# Каблуков, Виктор Агапиевич
Виктор Агапиевич Каблуков (21 июня 1926, Днепропетровск — 14 августа 2000, там же) — советский и украинский учёный, специалист в области железнодорожного транспорта, изобретатель. Кандидат технических наук (1964), педагог, профессор (1979). Ректор Днепропетровского национального университета железнодорожного транспорта (1971—1997). Заслуженный работник высшей школы Украины. Почётный железнодорожник СССР.

## Биография
Родился 21 июня 1926, Днепропетровске в семье работника железной дороги.
Участник Великой Отечественной войны. В 1943 году добровольно пошёл на фронт, служил автоматчиком. После окончания военной школы, был артиллерийским разведчиком в 217-м гвардейском стрелковом полку. Участвовал в боях в Молдавии, Румынии, Югославии, Венгрии на озере Балатон. Окончание войны встретил в Вене.
Демобилизован в 1951 году. В 1956 году окончил Днепропетровский институт инженеров железнодорожного транспорта. С тех пор работал в вузе: сначала на инженерной, а затем — на преподавательских должностях. В 1964 году стал кандидатом технических наук, доцентом. В 1967—1971 годах работал в обкоме КПУ заведующим отдела науки и учебных заведений. В 1971 году В. Каблуков стал ректором ДИИТа. За период ректорства В. А. Каблукова за успехи в подготовке специалистов для железнодорожного транспорта институт был награждён орденом Трудового Красного Знамени, в 1993 году институт стал университетом. Ректор (1971—1997), советник ректора (1997—2000).

## Научно-педагогическая деятельность
Профессор В. А. Каблуков сделал весомый вклад в работу коллектива учёных по решению проблемы повышения массы поездов до 8-12 тысяч тонн, занимался исследованиями способов размещения и закрепления грузов на открытом подвижном составе, в разработке эффективных мер по повышению безопасности движения поездов.
Занимался вопросами подвижного состава железных дорог, разработкой эффективных технологий перевозок, созданием АСУ учебного процесса в вузах.
С 1992 года он возглавлял комиссию независимых экспертов «Укрзализниця», был соавтором разработки межгосударственных документов в области транспортных связей между Украиной и ФРГ, создания государственных программ формирование европейских транспортных коридоров. Много энергии В. А. Каблуков отдавал организации работы Транспортной академии Украины, в которой занимал должность вице-президента.
По инициативе ректора В. А. Каблукова впервые на Украине была разработана автоматизированная система управления высшим учебным заведением, комплексный перспективный план социально-культурного развития ДИИТу. С 1972 по 1982 год он был заместителем, а с 1982 по 1995 год — председателем совета ректоров вузов Днепропетровщины.

## Патенты
- Способ управления автотормозами поезда при наличии локомотивов в голове и составе;
- Устройство для крепления буксовых подшипников;
- Двухосная тележка грузового вагона;
- Гидропневматический амортизатор.

## Избранные публикации
- Применение ЭВМ для анализа учебной работы // Проблемы высшей школы. К., 1976;
- Подвижной состав промышленного железнодорожного транспорта. К., 1990;
- Динамико-прочностные качества сцепа платформ с упругим грузом // Динамика вагонов: Сб. науч. тр. С.-Петербург, 1993.
- Проблемы студенческих семей, 1989

## Награды
- Орден Красной Звезды;
- Орден Отечественной войны 2-й степени;
- Орден Трудового Красного Знамени;
- Орден «Знак Почёта»;
- Медаль «За отвагу»;
- Медаль «За победу над Германией в Великой Отечественной войне 1941—1945 гг.»;
- Медаль «В ознаменование 100-летия со дня рождения Владимира Ильича Ленина»;
- Медаль «За верность в войне 1939—1945 годов» (Чехословакия);
- Почётные грамоты Президиума Верховного Совета УССР;
- Почётные награды Президента Украины;
- Заслуженный работник высшей школы Украины;
- Почётный железнодорожник СССР.